# Nikolai Korolkov
Nikolai Korolkov (Rostóvia do Dom, 28 de novembro de 1946 – 5 de julho de 2024) foi um ginete soviético especialista em saltos, campeão olímpico.

## Carreira
Nikolai Korolkov representou seu país nos Jogos Olímpicos de Verão de 1980, na qual conquistou a medalha de ouro nos saltos por equipes em 1980.

## Morte
Nikolai morreu no dia 5 de julho de 2024, aos 77 anos.